# Marco Paleólogo Iágaris
Marco Paleólogo Iágaris ou Iagro (em grego: Μάρκος Παλαιολόγος Ἰάγαρης/Ἴαγρος; romaniz.: Márkos Palaiológos Iágaris/Iagros) foi um aristocrata e diplomata bizantino do século XV.

## Vida

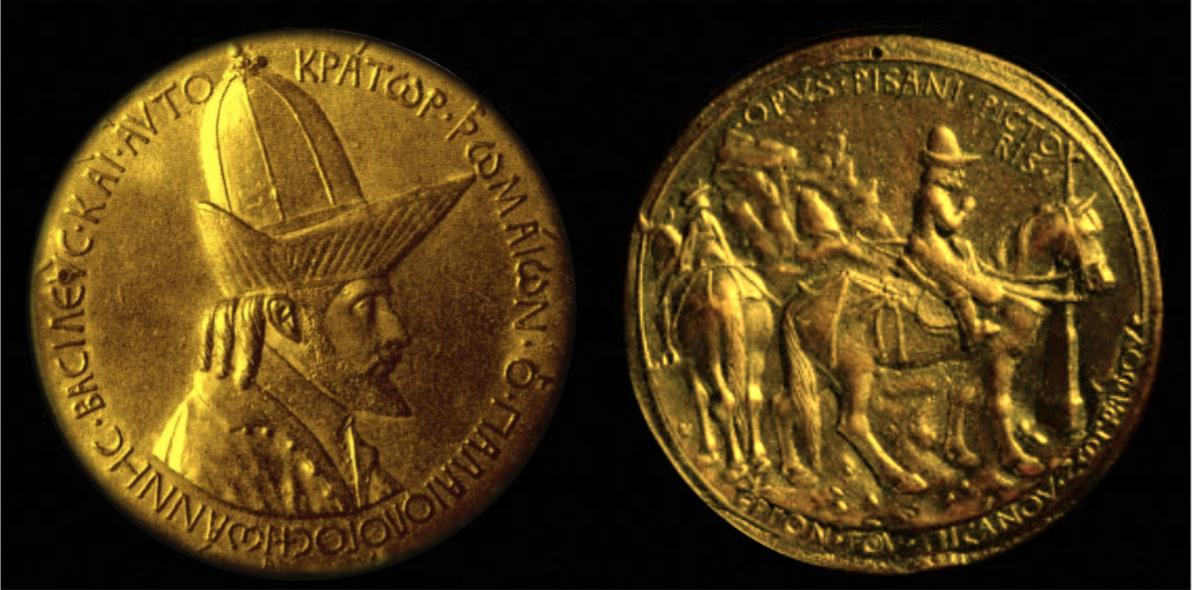
Medalha do imperador

Aparece pela primeira vez em Constantinopla em 1401, qualificado como écio (oikeios) do imperador. Em 1417, foi talvez enviado numa missão diplomática aos venezianos na Moreia. Em 1422 e novamente em 1429, foi enviado pelo imperador João VIII Paleólogo como emissário ao sultão otomano Murade II. Por esta época ele tinha uma posição relativamente baixa de protovestiarita, mas foi rapidamente promovido para protoestrator e então ao posto sênior de grande estratopedarca, que ele manteve já durante sua missão em 1430 ao papa Martinho V.
Durante seu retorno da missão ao papa, sob ordens imperiais, elevou Tomás Paleólogo ao posto de déspota da Moreia. Ele liderou duas outras missões ao exterior, uma em 1433 ao papa Eugênio IV, e uma em 1438 para Veneza. Segundo Rodolphe Guilland, Marco foi casado com uma dama de nome desconhecido da família Petralifa, e foi provavelmente o irmão de outro alto oficial, Manuel Paleólogo Iágaris.